# Auxier (Kentucky)
Auxier es un lugar designado por el censo ubicado en el condado de Floyd en el estado estadounidense de Kentucky. En el Censo de 2010 tenía una población de 669 habitantes y una densidad poblacional de 269,35 personas por km².

## Geografía
Auxier se encuentra ubicado en las coordenadas 37°44′6″N 82°46′4″O / 37.73500, -82.76778. Según la Oficina del Censo de los Estados Unidos, Auxier tiene una superficie total de 2.48 km², de la cual 2.39 km² corresponden a tierra firme y (3.86%) 0.1 km² es agua.

## Demografía
Según el censo de 2010, había 669 personas residiendo en Auxier. La densidad de población era de 269,35 hab./km². De los 669 habitantes, Auxier estaba compuesto por el 98.8% blancos, el 0.3% eran afroamericanos, el 0.3% eran amerindios, el 0% eran asiáticos, el 0% eran isleños del Pacífico, el 0% eran de otras razas y el 0.6% pertenecían a dos o más razas. Del total de la población el 0.6% eran hispanos o latinos de cualquier raza.